# Bonanza (Géorgie)
Pour les articles homonymes, voir Bonanza (homonymie).
Bonanza est une census-designated place américaine située dans le Clayton dans l’État de Géorgie.

## Démographie
| 2010  | 2020  | - | - | - | - |
| ----- | ----- | - | - | - | - |
| 2 904 | 3 135 | - | - | - | - |

## Traduction
- (en) Cet article est partiellement ou en totalité issu de l’article de Wikipédia en anglais intitulé « Bonanza, Georgia » (voir la liste des auteurs).